# Evan King
Evan King (* 25. března 1992 Chicago) je americký profesionální tenista hrající levou rukou. Ve své dosavadní kariéře na okruhu ATP Tour vyhrál dva deblové turnaje. Na challengerech ATP a okruhu ITF získal šest titulů ve dvouhře a čtyřicet tři ve čtyřhře.
Na žebříčku ATP byl ve dvouhře nejvýše klasifikován v dubnu 2018 na 185. místě a ve čtyřhře v březnu 2025 na 40. místě. Trénuje ho Sean Maymi.

## Soukromý život
Narodil se roku 1992 v illinoiském Chicagu do rodiny Vana a Evelyny Kingových. Tenis začal hrát ve třech letech. Jako 16letý se přesunul do Tréninkového centra USTA ve floridském Boca Raton, kde si jej vybral akademický tým Wolverines z Michiganské univerzity. Matka absolvovala Pensylvánskou univerzitu a zasedla v komisi usilující o chicagské pořadatelství Letních olympijských her 2016. Rovněž jako otec vystudoval Michiganskou univerzitu, na níž dosáhl nejvyššího počtu singlových a deblových výher za předchozí historii univerzity. V letech 2011–2013 byl opakovaně oceněn mezi nejlepšími hráči meziuniverzitního okruhu ITA.

## Tenisová kariéra
Na okruhu ATP Tour debutoval v 17 letech na únorovém Delray Beach International Tennis Championships 2009 po obdržení divoké karty od pořadatelů. Časnou porážku mu přivodil Kazachstánec Andrej Golubjev z počátku druhé světové stovky. Druhou dvouhru odehrál až o osm let později na Los Cabos Open 2017, kde po průchodu kvalifikací vyhrál první zápas nad Mexičanem Manuelem Sánchezem, než jej zastavil pozdější vítěz a dvacátý čtvrtý hráč žebříčku Sam Querrey.

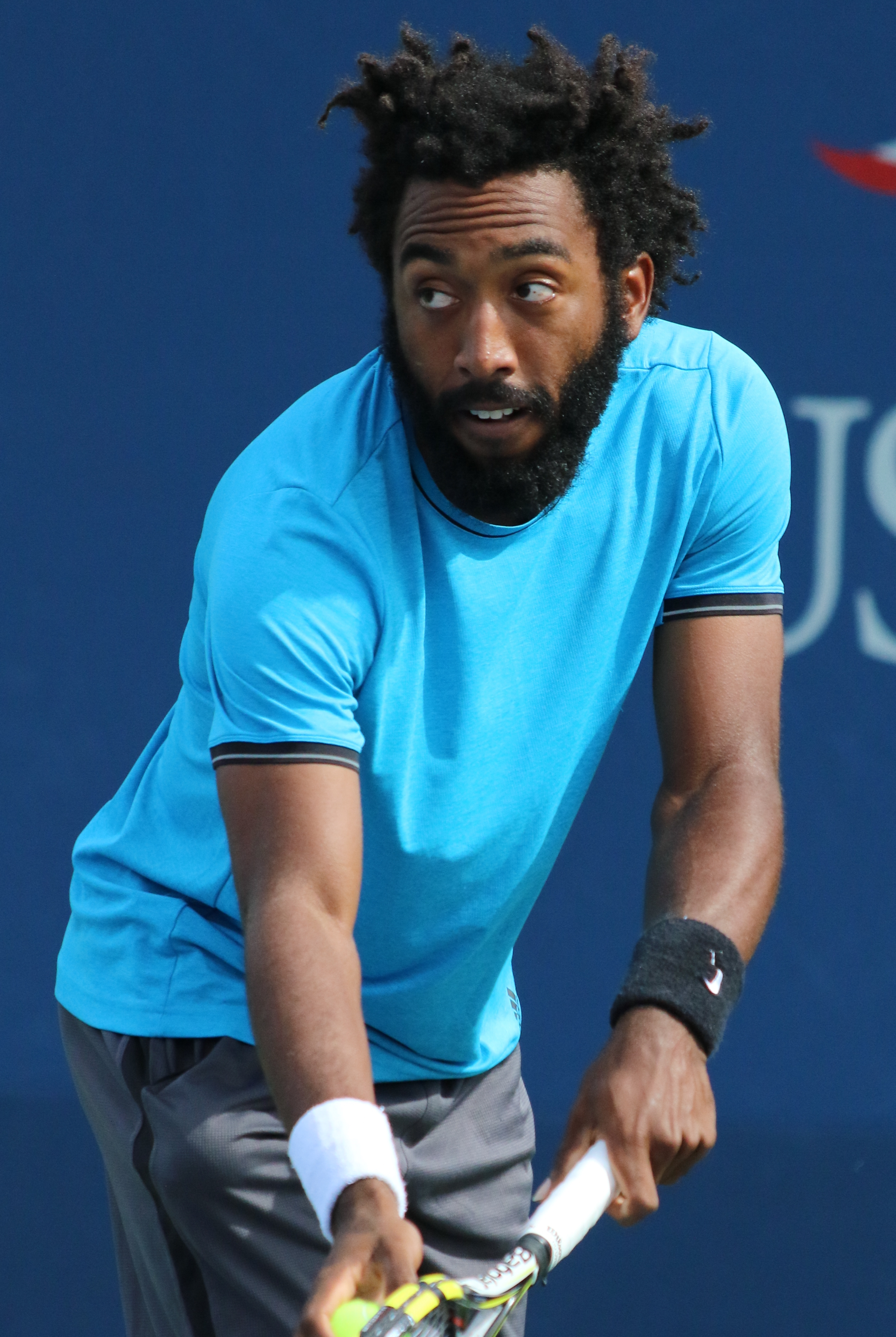
Podání v mixu US Open 2016

Do kvalifikace série Masters premiérově zasáhl na torontském Rogers Cup 2014, kde jej deklasoval Australan Bernard Tomic. Hlavní soutěž mistrovské kategorie si poprvé zahrál na BNP Paribas Open 2018 v Indian Wells po  kvalifikačních výhrách nad Martinem Kližanem a Dudim Selou. V zahajovacím duelu dvouhry však nestačil na krajana Jareda Donaldsona z konce elitní padesátky, po třísetovém průběhu. V grandslamové dvouhře se poprvé představil na US Open 2017 po zvládnuté tříkolové kvalifikaci. V úvodním kole newyorského majoru však nenašel recept na španělskou světovou devatenáctku a pozdějšího semifinalistu Pabla Carreña Bustu. Odehrál tak první kariérní utkání proti členovi ze světové dvacítky.
První titul na okruhu ATP Tour vybojoval v únorové čtyřhře Dallas Open 2025, hrané v úrovni ATP 500, po boku krajana Christiana Harrisona. Soutěž odehráli po průchodu dvoukolovou kvalifikací. Ve finále pak zdolali Urugayce Ariela Behara s Američanem Robertem Gallowayem ziskem obou tiebreaků. Spolupráci navázali na saopaulském challengeru v listopadu 2024. Na túře ATP se jako pár představili podruhé, po účasti na Open Occitanie 2025 v předchozím týdnu. Navazující týden se probojovali opět do finále, na floridském Delray Beach Open 2025. Z něho však odešli poraženi od srbsko-amerického páru Miomir Kecmanović a Brandon Nakashima. Soupeři rozhodli o výhře až v supertiebreaku. Po skončení figuroval 17. února 2025 na novém žebříčkovém maximu ve čtyřhře, 54. místě.

## Finále na Grand Slamu

### Smíšená čtyřhra: 1 (0–1)
| Stav      | rok  | turnaj      | povrch | spoluhráčka        | soupeři ve finále               | výsledek |
| --------- | ---- | ----------- | ------ | ------------------ | ------------------------------- | -------- |
| Finalista | 2025 | French Open | antuka | Taylor Townsendová | Sara Erraniová Andrea Vavassori | 4–6, 2–6 |

## Finále na okruhu ATP Tour

### Čtyřhra: 3 (2–1)
| Legenda                   |
| ------------------------- |
| Grand Slam (0)            |
| Turnaj mistrů (0)         |
| ATP Tour Masters 1000 (0) |
| ATP Tour 500 (2–0)        |
| ATP Tour 250 (0–1)        |

| Stav      | č. | datum       | turnaj                      | kategorie | povrch    | spoluhráč          | soupeři ve finále                   | výsledek              |
| --------- | -- | ----------- | --------------------------- | --------- | --------- | ------------------ | ----------------------------------- | --------------------- |
| Vítěz     | 1. | únor 2025   | Dallas, Spojené státy       | ATP 500   | tvrdý (h) | Christian Harrison | Ariel Behar Robert Galloway         | 7–6(7–4), 7–6(7–4)    |
| Finalista | 1. | únor 2025   | Delray Beach, Spojené státy | ATP 250   | tvrdý     | Christian Harrison | Miomir Kecmanović Brandon Nakashima | 6–7(3–7), 6–1, [3–10] |
| Vítěz     | 2. | březen 2025 | Acapulco, Mexiko            | ATP 500   | tvrdý     | Christian Harrison | Sadio Doumbia Fabien Reboul         | 6–4, 6–0              |

## Tituly na challengerech ATP a okruhu ITF
| Legenda                  |
| ------------------------ |
| D – dvouhra; Č – čtyřhra |
| Challengery (0 D; 21 Č)  |
| ITF (6 D; 22 Č)          |

### Dvouhra (6 titulů)
| Č. | datum         | turnaj                                    | okruh   | povrch | poražený finalista  | výslede        |
| -- | ------------- | ----------------------------------------- | ------- | ------ | ------------------- | -------------- |
| 1. | červen 2015   | Harare, Zimbabwe                          | Futures | tvrdý  | Tyler Hochwalt      | 6–4, 7–5       |
| 2. | srpen 2015    | Edwardsville, Spojené státy               | Futures | tvrdý  | Clay Thompson       | 6–4, 6–3       |
| 3. | listopad 2015 | Birmingham, Spojené státy                 | Futures | antuka | Bastian Trinker     | 6–4, 6–4       |
| 4. | červen 2016   | Tokio, Japonsko                           | Futures | tvrdý  | Šó Katajama         | 6–2, 7–6(7–1)  |
| 5. | červen 2016   | Buffalo, Spojené státy                    | Futures | antuka | Gavin van Peperzeel | 7–6(7–4), 6–3  |
| 6. | prosinec 2016 | Santo Domingo Este, Dominikánská repubika | Futures | tvrdý  | Calvin Hemery       | 6–4, 7–6(11–9) |

### Čtyřhra (43 titulů)
| Č.  | datum         | turnaj                                     | okruh      | povrch    | spoluhráč           | poražení finalisté                          | výsledek               |
| --- | ------------- | ------------------------------------------ | ---------- | --------- | ------------------- | ------------------------------------------- | ---------------------- |
| 1.  | srpen 2010    | Godfrey, Spojené státy                     | Futures    | tvrdý     | Jordan Cox          | Jean Andersen Joshua Zavala                 | 4–6, 6–3, [12–10]      |
| 2.  | srpen 2012    | Mississauga, Kanada                        | Futures    | tvrdý     | Jason Jung          | Kamil Pajkowski Milan Pokrajac              | 6–4, 6–2               |
| 3.  | červenec 2013 | Godfrey, Spojené státy                     | Futures    | tvrdý     | Peter Kobelt        | Marcos Giron Devin McCarthy                 | 7–5, 6–2               |
| 4.  | září 2013     | Toronto, Kanada                            | Futures    | tvrdý     | Jason Jung          | Milan Pokrajac Peter Polansky               | 7–5, 6–2               |
| 5.  | září 2013     | Markham, Kanada                            | Futures    | tvrdý (h) | Sekou Bangoura      | Hans Hach Andrew Ochotta                    | 6–3, 6–2               |
| 6.  | leden 2014    | Sunrise, Spojené státy                     | Futures    | antuka    | Jason Jung          | William Blumberg Frances Tiafoe             | 6–7(4–7), 6–4, [10–6]  |
| 7.  | březen 2014   | Bakersfield, Spojené státy                 | Futures    | tvrdý     | Sekou Bangoura      | Adam Chadaj Marek Michalička                | 5–7, 6–4, [10–5]       |
| 8.  | březen 2014   | Calabasas, Spojené státy                   | Futures    | tvrdý     | Sekou Bangoura      | Dennis Novikov Connor Smith                 | 6–4, 6–4               |
| 9.  | duben 2014    | Harlingen, Spojené státy                   | Futures    | tvrdý     | Devin McCarthy      | Edward Corrie Daniel Smethurst              | 6–3, 7–6(7–2)          |
| 10. | září 2014     | Toronto, Kanada                            | Futures    | antuka    | Sekou Bangoura      | Bjorn Fratangelo Mitchell Krueger           | 6–4, 4–6, [11–9]       |
| 11. | červen 2015   | Maputo, Mosambik                           | Futures    | tvrdý     | Anderson Reed       | Duncan Mugabe Hassan Ndajišimije            | 6–3, 6–2               |
| 12. | červenec 2015 | Harare, Zimbabwe                           | Futures    | tvrdý     | Anderson Reed       | Benjamin Lock Courtney John Lock            | 4–6, 6–4, [10–7]       |
| 13. | srpen 2015    | Decatur, Spojené státy                     | Futures    | tvrdý     | Kevin King          | Grégoire Barrère Tom Jomby                  | 6–0, 6–2               |
| 14. | leden 2016    | Los Angeles, Spojené státy                 | Futures    | tvrdý     | Raymond Sarmiento   | Jean-Yves Aubone Dennis Nevolo              | 6–4, 3–6, [11–9]       |
| 15. | říjen 2016    | Monterrey, Mexiko                          | Challenger | tvrdý     | Denis Kudla         | Jarryd Chaplin Ben McLachlan                | 6–7(4–7), 6–4, [10–2]  |
| 16. | říjen 2016    | Harlingen, Spojené státy                   | Futures    | tvrdý     | Luke Bambridge      | John McNally Evan Zhu                       | 6–4, 6–4               |
| 17. | prosinec 2016 | Santo Domingo Este, Dominikánská republika | Futures    | tvrdý     | Alexios Halebian    | Nebojša Perić Ilija Vučić                   | 6–4, 6–4               |
| 18. | únor 2017     | Jakarta, Indonésie                         | Futures    | tvrdý     | Nathan Pasha        | Soichiro Moritani Masato Shiga              | 6–3, 6–7(8–10), [10–6] |
| 19. | březen 2017   | Canberra, Austrálie                        | Futures    | antuka    | Nathan Pasha        | Maverick Banes Gavin van Peperzeel          | 4–6, 6–3, [10–4]       |
| 20. | duben 2017    | Orange Park, Spojené státy                 | Futures    | antuka    | Hunter Reese        | Daniel Nolan Josuke Watanuki                | 2–6, 7–5, [10–8]       |
| 21. | červen 2017   | Martos, Španělsko                          | Futures    | tvrdý     | Robert Galloway     | JC Aragone Daniel Nolan                     | 6–4, 6–4               |
| 22. | červenec 2017 | Middelburg, Nizozemsko                     | Futures    | antuka    | Hunter Reese        | Michiel de Krom Sem Verbeek                 | 6–2, 6–1               |
| 23. | říjen 2017    | Monterrey, Mexiko                          | Challenger | tvrdý     | Christopher Eubanks | Marcelo Arévalo Miguel Ángel Reyes-Varela   | 7–6(7–4), 6–3          |
| 24. | prosinec 2017 | Hongkong, Čína                             | Futures    | tvrdý     | Michael Zhu         | Corentin Denolly Takuto Niki                | 6–4, 6–2               |
| 25. | duben 2018    | Sarasota, Spojené státy                    | Challenger | antuka    | Hunter Reese        | Christian Harrison Peter Polansky           | 6–1, 6–2               |
| 26. | září 2018     | Cary, Spojené státy                        | Challenger | tvrdý     | Hunter Reese        | Fabrice Martin Hugo Nys                     | 6–4, 7–6(8–6)          |
| 27. | duben 2019    | Monterrey, Mexiko                          | Challenger | tvrdý     | Nathan Pasha        | Santiago González Ajsám Kúreší              | 7–5, 6–2               |
| 28. | červen 2019   | Fergana, Uzbekistán                        | Challenger | tvrdý     | Hunter Reese        | Nikola Ćaćić Jang Cung-chua                 | 6–3, 5–7, [10–4]       |
| 29. | únor 2020     | Launceston, Austrálie                      | Challenger | tvrdý     | Benjamin Lock       | Kimmer Coppejans Sergio Martos Gornés       | 3–6, 6–3, [10–8]       |
| 30. | květen 2021   | Záhřeb, Chorvatsko                         | Challenger | antuka    | Hunter Reese        | Andrej Golubjev Oleksandr Nedověsov         | 6–2, 7–6(7–4)          |
| 31. | květen 2021   | Biella, Itálie                             | Challenger | antuka    | Julian Lenz         | Karol Drzewiecki Sergio Martos Gornés       | 3–6, 6–3, [11–9]       |
| 32. | říjen 2021    | Santiago, Chile                            | Challenger | antuka    | Max Schnur          | Hans Hach Verdugo Miguel Ángel Reyes-Varela | 3–6, 7–6(7–3), [16–14] |
| 33. | květen 2022   | Troisdorf, Německo                         | Challenger | antuka    | Dustin Brown        | Hendrik Jebens Piotr Matuszewski            | 6-4, 7-5               |
| 34. | listopad 2022 | Maspalomas, Španělsko                      | Challenger | antuka    | Reese Stalder       | Marco Bortolotti Sergio Martos Gornés       | 6–3, 5–7, [11–9]       |
| 35. | květen 2023   | Kwangdžu, Jižní Korea                      | Challenger | tvrdý     | Reese Stalder       | Andrew Harris John-Patrick Smith            | 6–4, 6–2               |
| 36. | květen 2023   | Pusan, Jižní Korea                         | Challenger | tvrdý     | Reese Stalder       | Max Purcell Rubin Statham                   | bez boje               |
| 37. | červen 2023   | Palmas del Mar, Portoriko                  | Challenger | tvrdý     | Reese Stalder       | Tošihide Macui Kaitó Uesugi                 | 3–6, 7–5, [11–9]       |
| 38. | srpen 2023    | Cary, Spojené státy                        | Challenger | tvrdý     | Reese Stalder       | Miķelis Lībietis Adam Walton                | 6–3, 7–6(7–4)          |
| 39. | říjen 2023    | Fairfield, Spojené státy                   | Challenger | tvrdý     | Reese Stalder       | Vasil Kirkov Denis Kudla                    | 7–5, 6–3               |
| 40. | listopad 2023 | Bergamo, Itálie                            | Challenger | tvrdý     | Brandon Nakashima   | Francisco Cabral Henry Patten               | 6–4, 7–6(7–1)          |
| 41. | listopad 2023 | Kobe, Japonsko                             | Challenger | tvrdý     | Reese Stalder       | Nam Či-song Andrew Harris                   | 7–6(7–3), 2–6, [10–7]  |
| 42. | listopad 2023 | Jokkaiči, Japonsko                         | Challenger | tvrdý     | Reese Stalder       | Ray Ho Calum Puttergill                     | 7–5, 6–4               |
| 43. | červen 2024   | Ilkley, Spojené království                 | Challenger | tvrdý     | Reese Stalder       | Christian Harrison Fabrice Martin           | 6–3, 3–6, [10–6]       |